# Steinmühle Pegestorf

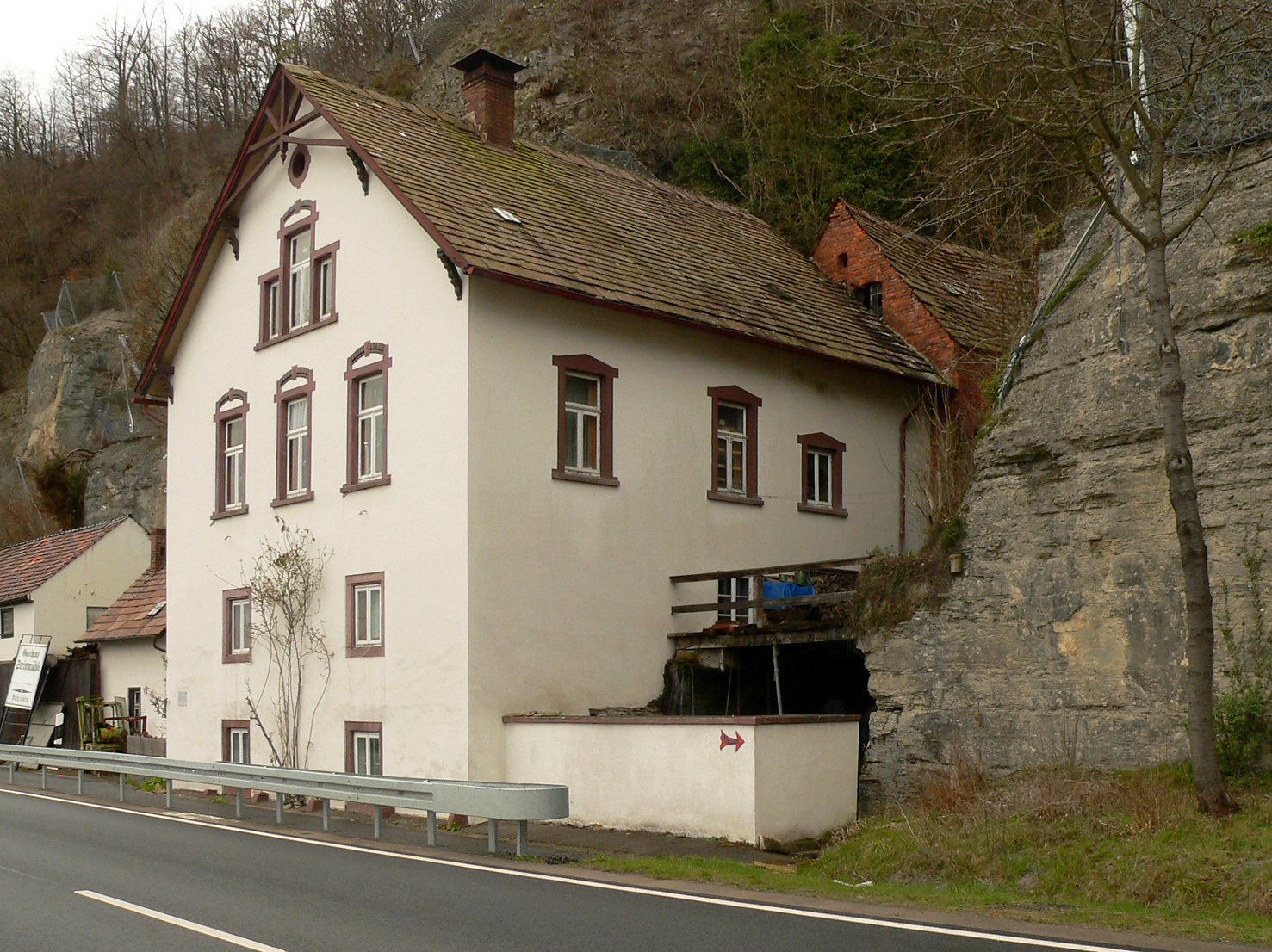
Mühlengebäude der Steinmühle

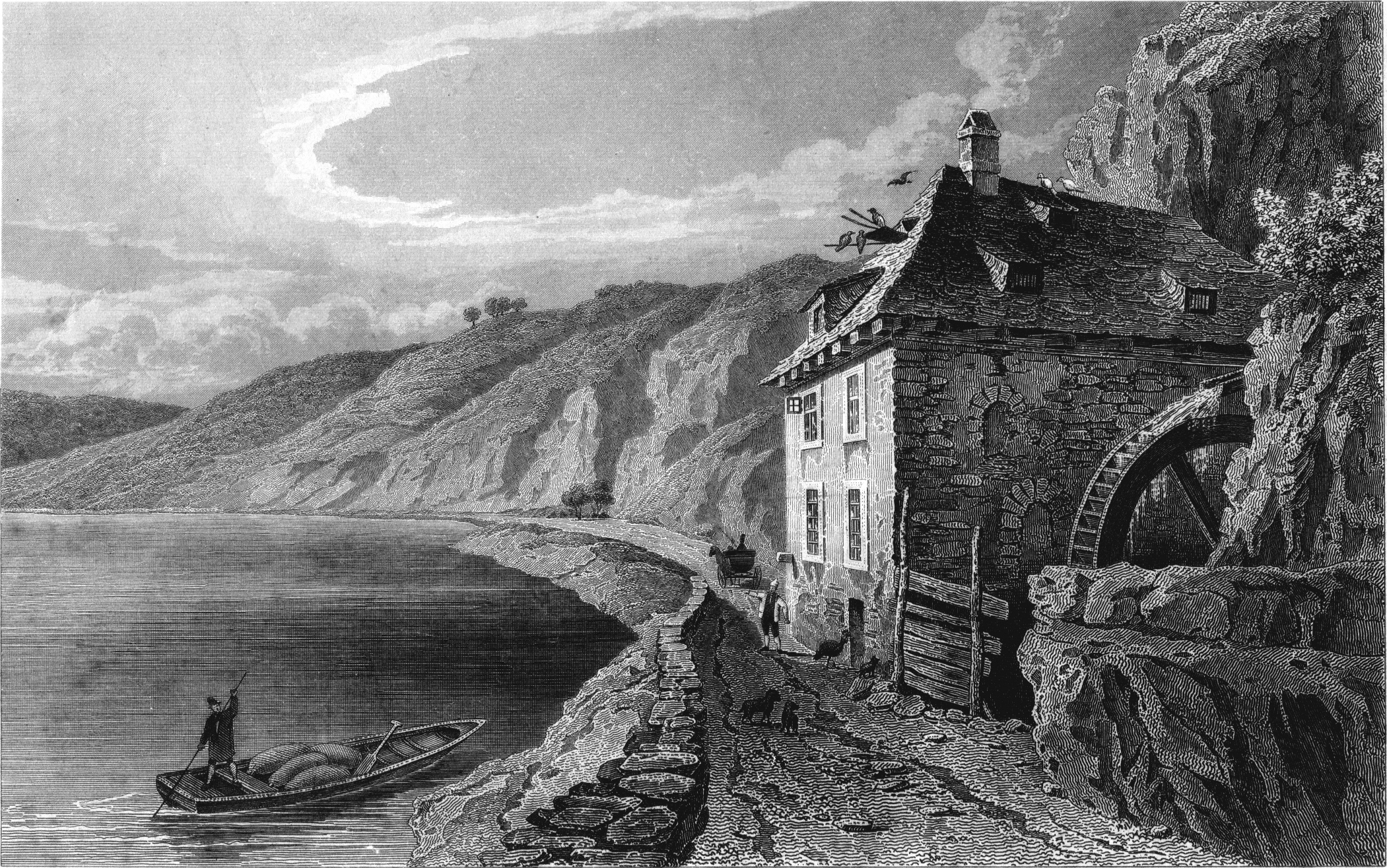
Die Mühle Mitte des 19. Jahrhunderts

Die Steinmühle Pegestorf ist eine ehemalige Wassermühle im Ortsteil Steinmühle der Gemeinde Pegestorf in Niedersachsen. Heute ist die Mühle eine Station der Niedersächsischen Mühlenstraße. Sie steht an der Weser und der am Fluss entlang führenden B 83. Unmittelbar hinter der Mühle liegen die rund 100 Meter über das Flussniveau reichenden Prallhänge der Weserklippen mit dem Naturschutzgebiet Mühlenberg. 

## Geschichte und Beschreibung
Die Steinmühle wird 1266 erstmals urkundlich erwähnt. Sie gehörte zunächst dem Kloster Corvey und danach dem Kloster Amelungsborn. Später war sie im Besitz von verschiedenen Pächtern und Müllern. Dazu zählen der Oberst Georg von Holle, der Oberst Adrian von Steinberg sowie der Amtmann des Amtes Ottenstein Georg Bickhaber. 1645 gehörte die Mühle einem Heinrich Ohms.
Die Mühle ist die einzige Wassermühle in Niedersachsen mit zwei übereinander liegenden oberschlächtigen Mühlräder. Angetrieben wurden die Räder von einer wasserreichen Quelle mit einer Schüttung von 120 Litern pro Sekunde. Sie entspringt dem hinter der Mühle aufsteigenden Felshang und liefert jahreszeitunabhängig Wasser, das aus den Kalksandsteinschichten der Ottensteiner Hochebene stammt. Die Mühle war eine Getreidemühle, die auch Schrot herstellte. Zeitweise diente sie auch als Ölmühle. 1960 wurde der Betrieb eingestellt.
Der Name der Mühle beruht auf der Steinbauweise des Mühlengebäudes. In alten Urkunden wird sie jeweils als „Steinmühle“ bezeichnet. Sie wird einer Sage zufolge auch Teufelsmühle genannt. Demnach habe der Teufel bei Ottenstein einen Spieß so tief in den Berg gestoßen, dass er an den Weserklippen wieder herauskam und dort ein Wasserstrahl hervorsprudelte. 
Das dreigeschossige Mühlengebäude entstand gegen Ende des 19. Jahrhunderts auf alten Fundamenten. Da rückwärtige Gebäudeteil ist direkt an die Felswand gebaut und als Bestandteil in das Gebäude integriert. 1994 wurde es denkmalgerecht renoviert. Die beiden Wasserräder der Mühle sind noch funktionsfähig.

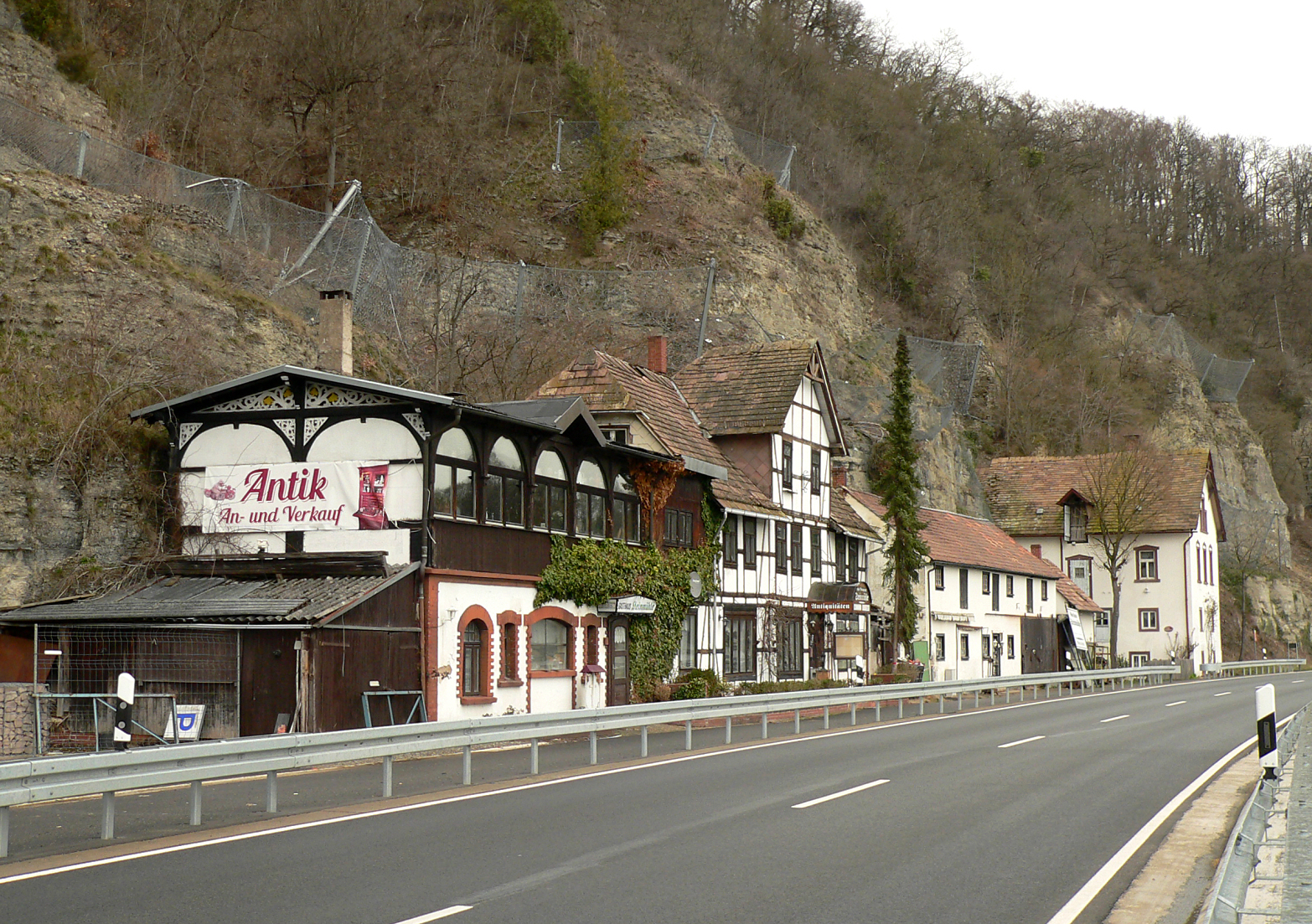
Gebäudekomplex des Pegestorfer Ortsteils Steinmühle
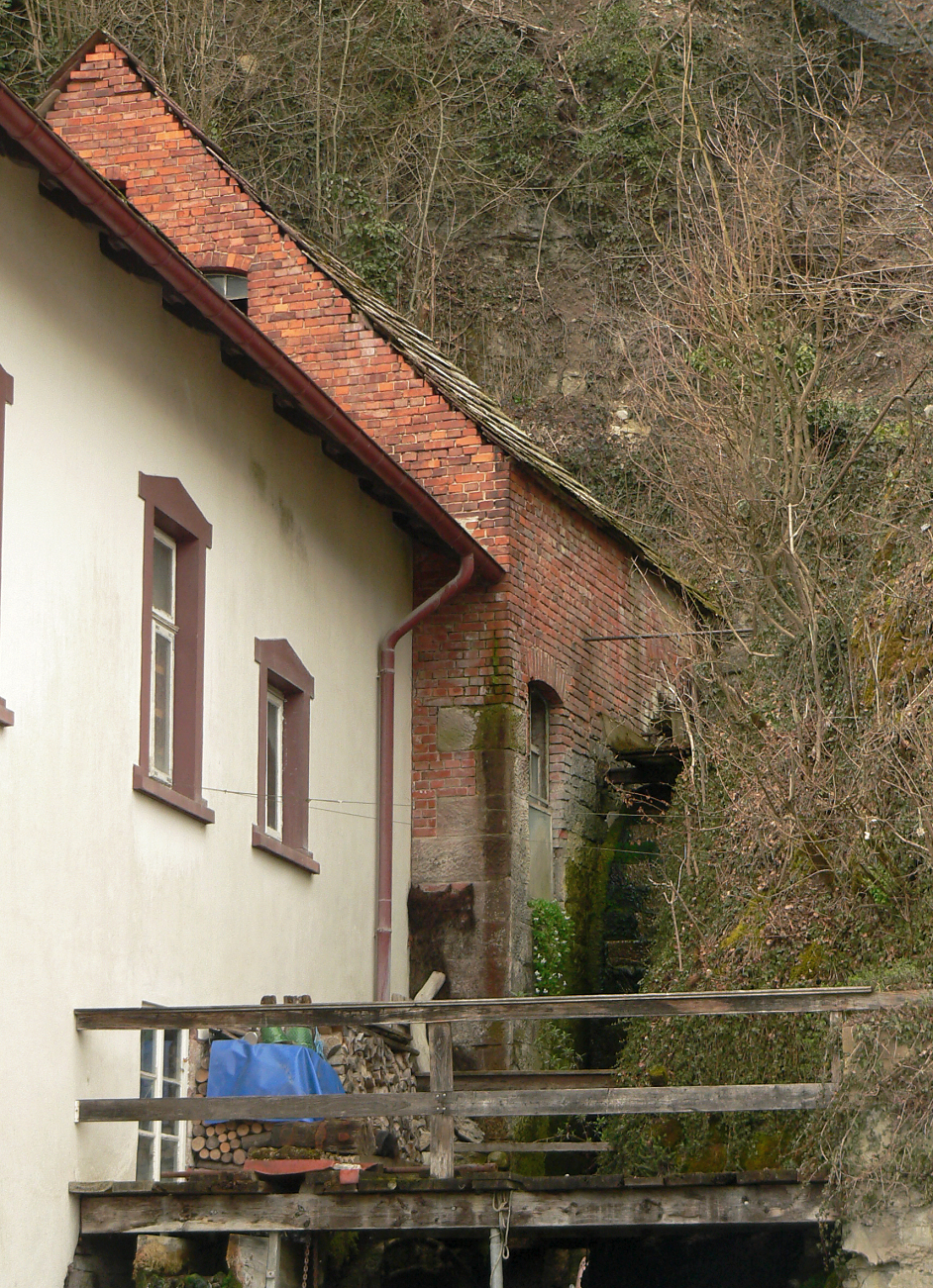
Oberes Wasserrad
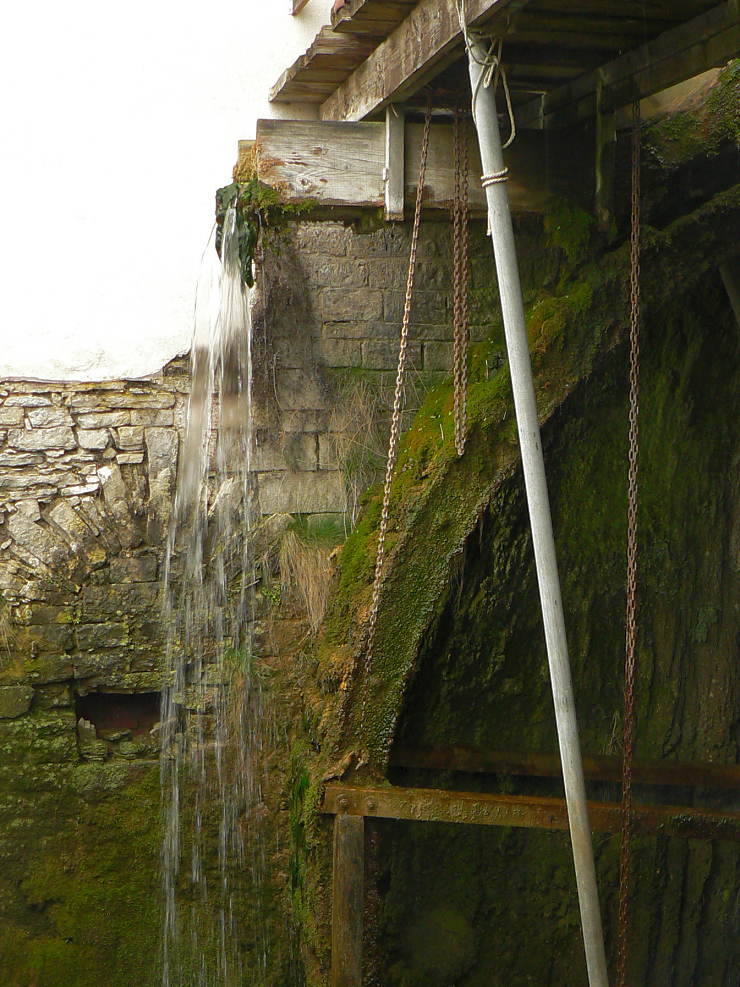
Unteres Wasserrad